# Chlorichaeta tuberculosa
Chlorichaeta tuberculosa is een vliegensoort uit de familie van de oevervliegen (Ephydridae). De wetenschappelijke naam van de soort is voor het eerst geldig gepubliceerd in 1922 door Becker.